# نووفدوریفکا
نووفدوریفکا (انگلیسی: Novofedorivka) یک شهرک در شبه‌جزیره کریمه کشور اوکراین است.